# Taft Mosswood
|  | Dieser Artikel wurde aufgrund von inhaltlichen Mängeln auf der Qualitätssicherungsseite des Projektes USA eingetragen. Hilf mit, die Qualität dieses Artikels auf ein akzeptables Niveau zu bringen, und beteilige dich an der Diskussion! Eine nähere Beschreibung der zu behebenden Mängel fehlt. |

Taft Mosswood ist ein census-designated place (CDP) im San Joaquin County im US-Bundesstaat Kalifornien mit 1636 Einwohnern (Stand: 2020). Der Ort liegt auf den Geographischen Koordinaten 37°54′59″ Nord, 121°16′54″ West.